# 어리석은 천사는 악마와 춤춘다
어리석은 천사는 악마와 춤춘다(愚かな天使は悪魔と踊る)는 아즈마 사와요시가 쓰고 그린 일본 만화 시리즈이다. 2016년 6월부터 아스키 미디어 웍스의 청년 만화 잡지 전격 마오에 연재되었으며, 2024년 1월 현재 18권의 단행본으로 챕터가 수집되었다. 칠드런스 플렐이그라운드 엔터테인먼트(Children's Playground Entertainment)가 제작한 애니메이션 TV 시리즈 각색은 2024년 1월부터 3월까지 방영되었다.

## 구성
천국과 지옥은 지옥과 불리한 입장에서 전쟁을 벌이고 있다. 악마 마사토라 아쿠츠는 지옥의 사기를 높이고 계급을 강화하기 위해 카리스마 넘치는 인간을 모집하려는 학생으로 잠복 지구로 간다. 그곳에서 그는 아름다운 릴리 아마네에게 첫눈에 반하고 그녀를 영입하려고 시도한다. 그러나 그녀는 악마를 사냥하는 가학적인 잠복 천사임을 드러낸다. 그녀는 그를 물리치고 그의 목숨을 구한 다음 그에게 목걸이를 걸어 그녀에게 복종하도록 강요한다. 그가 풀려나려고 계획하는 동안 그녀는 그를 천국을 개혁하는 도구로 사용할 계획을 세운다. 하지만 이야기가 진행됨에 따라 그들은 서로에 대한 감정이 더욱 강해질 뿐이라는 것을 깨닫고 릴리는 당혹감과 좌절감을 느끼게 된다.